# Calle del Doctor Velasco
La calle del Doctor Velasco es una vía pública de la ciudad española de Segovia.

## Descripción
La vía, que antaño se conocía como «calle de la Estrella», nace de la del Vallejo y discurre hasta conectar con la del Cardenal Zúñiga y el paseo de Santo Domingo de Guzmán. En el pasado, llegaba hasta la calle del Hospital, pero luego la absorbió. Con el título actual honra al médico y antropólogo Pedro González de Velasco (1815-1882), natural de la localidad segoviana de Valseca y fundador del Museo Nacional de Antropología. Aparece descrita en Las calles de Segovia (1918) de Mariano Sáez y Romero con las siguientes palabras:

Doctor Velasco.—Parte de la calle de Covarrubias a la del Hospital. Anteriormente se designaba de la Estrella, acaso en memoria de la piadosa tradición de la estrella que acompañaba a la Virgen de la Funcisla en las subidas que tiene desde su Santuario a la Catedral, cuando en otros tiempos tomaba la dirección de esta calle y con motivo de alguna calamidad o desastre, en que se pide su intercesión piadosísima. Ahora rinde homenaje el nombre, al doctor D. Pedro González de Velasco, natural de Valseca. Nació en 23 de Octubre de 1815, muriendo en Madrid en 21 de Octubre de 1882. En sus primeros años fué acólito, soldado, escribiente, siguió con estrechez y aprovechamiento la carrera de Medicina, llegando a ser un célebre cirujano y profesor meritísimo. Fué nombrado, cuando la revolución del 68, catedrático de operaciones, cátedra que le quitó la Restauración. Escribió, un curso especialmente de anatomía y cirujía; sobre los museos extranjeros de estas materias; y un notable Atlas de partos, en colaboración del Dr. Díaz Benito, y publicó varios periódicos profesionales, el mejor de todos El anfiteatro anatómico español. Su célebre Museo se inauguró en 29 de abril de 1875, presidiendo el acto el rey Alfonso XII. Sus ideas radicales le hicieron pensar en la Escuela libre de Medicina, de la que fuese órgano el Museo, después adquirido por el Estado en 553.000 pesetas. En esta calle, de empinada cuesta, está a su mitad la llamada Casa de los Linajes, con una portada románica, hoy casa de vecindad modesta, e institución de los Nobles Linajes, fundada por los honrados caballeros conquistadores de Madrid, Fernán García y Día Sanz.
(Sáez y Romero, 1918, pp. 65-66)